# Gangloffsömmern
Gangloffsömmern település Németországban, azon belül Türingiában. Lakosainak száma 941 fő (2023. december 31.).

## Népesség
A település népességének változása:
| Lakosok száma | 999  | 977  | 949  | 944  | 941  |
|               | 2017 | 2019 | 2021 | 2022 | 2023 |